# 祖宗成法
祖宗成法（拉丁語：mos maiorum）是古罗马传统的核心概念和社会准则，始於羅馬王國時期世家大族內部代代相傳的不成文家族傳統规范。此一規範与成文法相区别，但同时也對成文法產生重要補充。祖宗成法对古罗马時期的社會生活、軍政體系都产生了重要影响。